# Большое Фёдоровское
Большое Фёдоровское — деревня в Нелидовском районе Тверской области. Входит в состав Высокинского сельского поселения.

## География
Деревня находится рядом с посёлком Заповедный, в 29 километрах к северо-востоку от районного центра Нелидово, с которым соединена автодорогой. Рядом с деревней протекает река Межа.

## Население
| 2002 | 2010 |
| ---- | ---- |
| 57   | ↗58  |